# Stäublings-Schleimpilz
Der Stäublings-Schleimpilz (Enteridium lycoperdon, Syn.: Reticularia lycoperdon) ist ein Schleimpilz aus der Familie Enteridiidae.

## Merkmale

### Makroskopische Merkmale
Die Aethalien werden einzeln gebildet und erreichen einen Durchmesser zwischen einem und acht Zentimetern. Sie besitzen eine halbkugelige bis abgeflachte Form. Die Oberfläche ist zunächst silbrig glänzend, wenn sie noch geschlossen ist. Später erscheint sie durch die Sporen braun. Die häutige Unterlage (Hypothallus) ist weiß und umgibt die Aethalien saumartig. Die Hülle (Cortex) ist dick und weiß bis hell cremefarben. Im durchfallenden Licht erscheint sie gelb.
Das Plasmodium ist weiß.

Verschiedene Entwicklungsstadien des Stäublings-Schleimpilzes
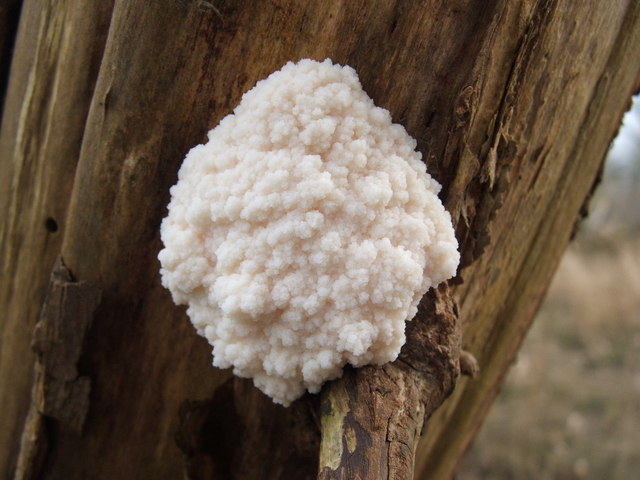
Bildung des Fruchtkörpers
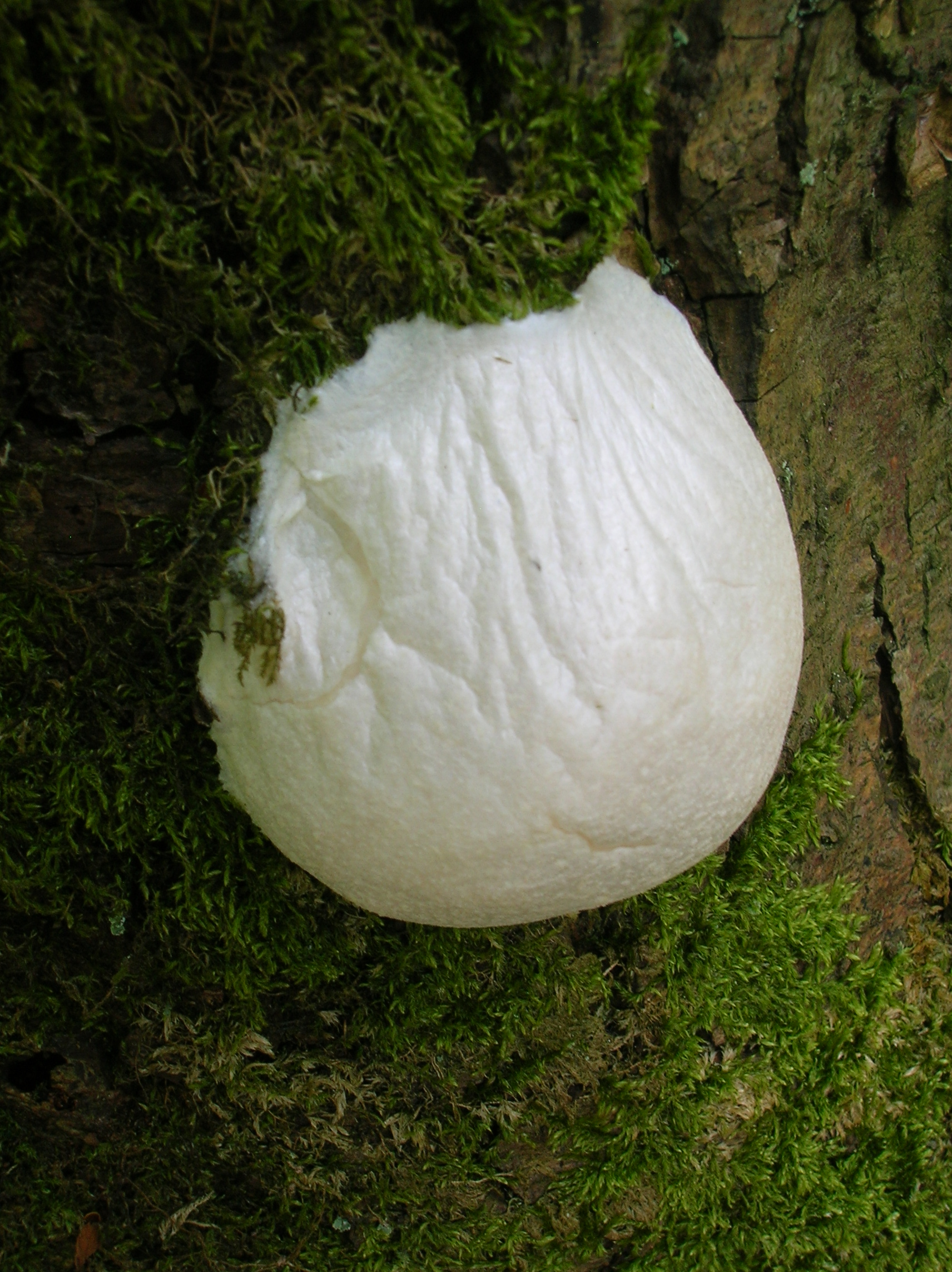
Fruchtkörper
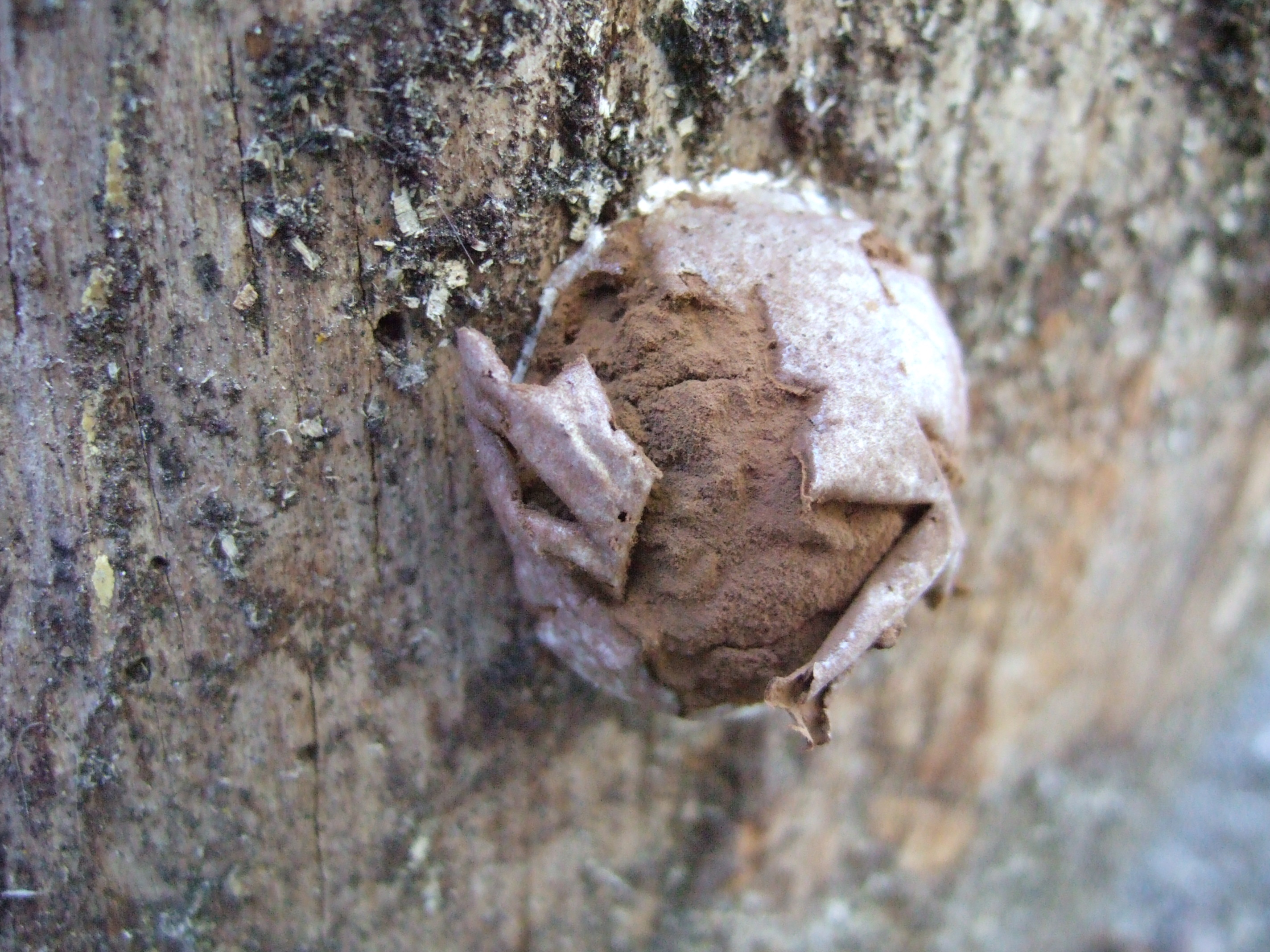
Freisetzung der Sporen
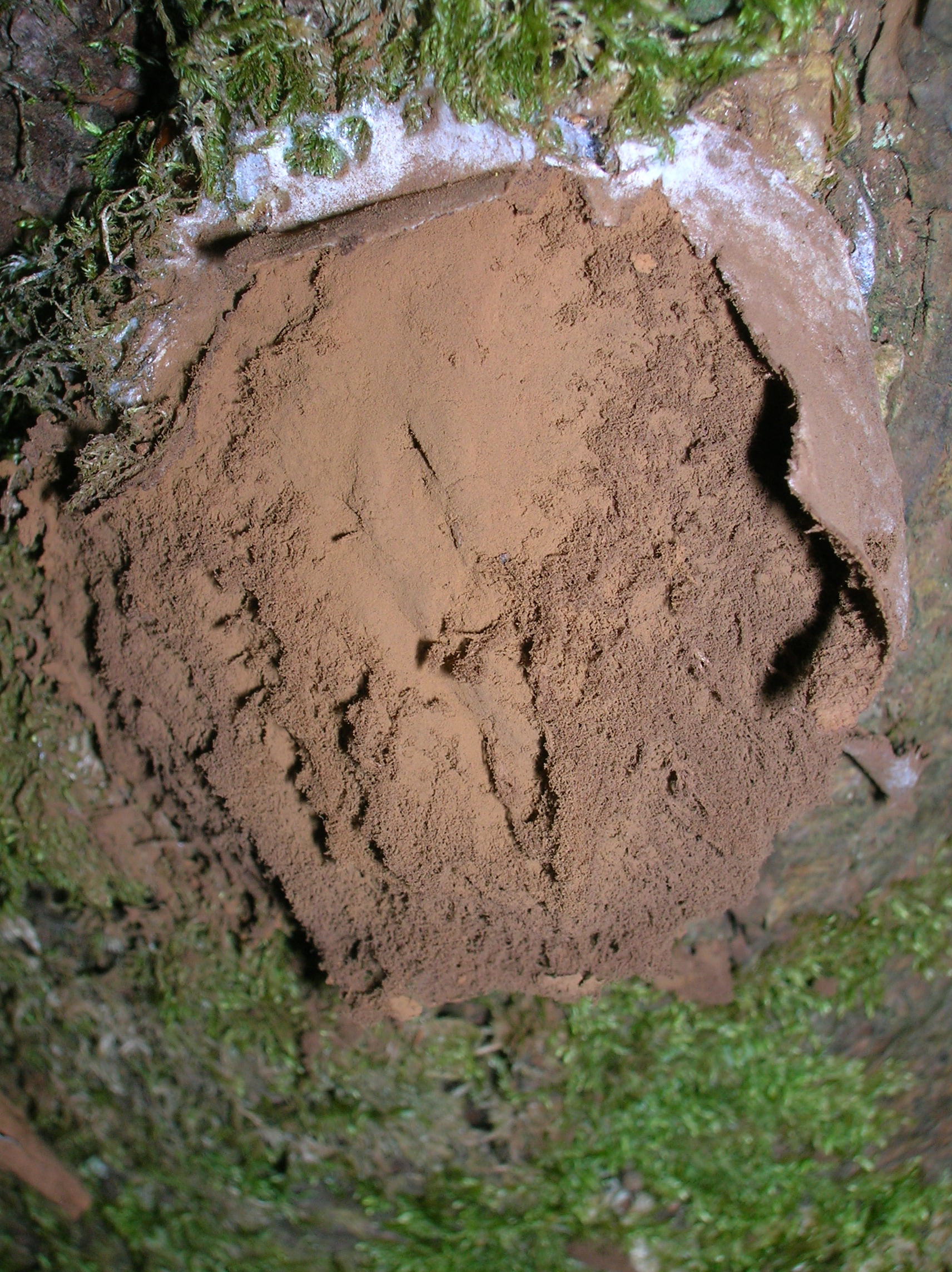
Fast verschwundener Fruchtkörper
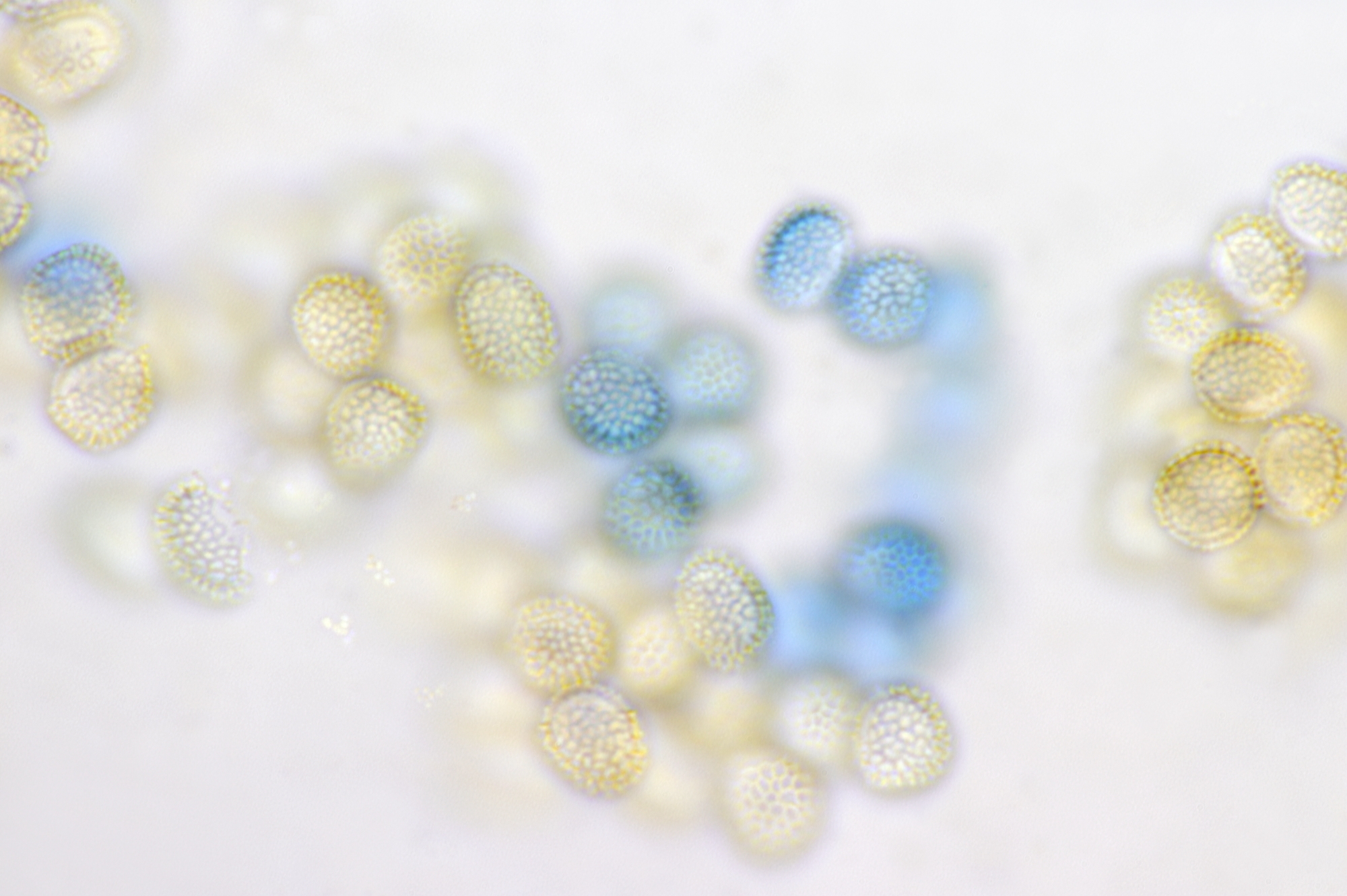
Sporen, teilweise gefärbt

### Mikroskopische Merkmale
Das Pseudocapillitium ist braun gefärbt und ist mit dunkelbraunen Körnern besetzt, die durchschnittlich ein bis zwei Mikrometer groß sind. Das Gewebe geht von der Basis des Aethaliums aus und besitzt eine zylindrische bis plattige Form. Es teilt sich in feine Härchen auf, die eine Breite von zwei bis zehn Mikrometern besitzen. Sie können Verzweigungen aufweisen und mit der Cortex verwachsen sein. Die Fäden sind mit Sporenklümpchen besetzt.
Die Sporen sind in Masse braun, im durchfallenden Licht hellbraun und besitzen eine rundliche bis stumpfkegelige Form. Sie messen 7,5 bis 10 Mikrometer im Durchmesser und sind zur Hälfte bis zu zwei Dritteln mit einem feinmaschigen Netz überzogen. Auf dem übrigen Teil der Oberfläche befinden sich zerstreute, spitze Wärzchen. Meist sind die Sporen zu mehr oder weniger fest zusammenheftenden Klümpchen vereinigt.

## Artabgrenzung
Der Stäublings-Schleimpilz ist durch die Struktur des Pseudocapillitiums gut gekennzeichnet. Die verwandten Arten sind deutlich seltener. Enteridium olivacea besitzt eine dunklere Cortex und olivfarbenes Sporenpulver. Enteridium splendens hat rotbraune Aethalien und Enteridium intermedium kleinere Fruchtkörper sowie eine früh schwindende, transparente Cortex. Lycogala flavofuscum, die ebenfalls oft an vertikalem Substrat zu finden ist, lässt sich durch das graubraun gefärbte Sporenpulver unterscheiden.

## Ökologie
Die Fruchtkörper sind das ganze Jahr über, vor allem aber im Frühjahr, auf Laub- und Nadelholz zu finden. Charakteristisch für den Stäublings-Schleimpilz ist das häufige Wachstum an senkrecht stehenden Stämmen. Andere große Schleimpilze wachsen hingegen meist an waagerecht liegendem Substrat. Vergesellschaftungen mit anderen Schleimpilz-Arten wurden kaum beobachtet. Die Fliege Epicypta testata lebt als Larve und als Nymphe im Fruchtkörper und unterstützt die Verbreitung der Sporen.

## Verbreitung
Der Stäublings-Schleimpilz ist weltweit verbreitet. In Mitteleuropa ist dieser Schleimpilz recht häufig anzutreffen.

## Systematik
In Amerika ist die var. americanum zu finden. Sie besitzt freie Sporen.